# 吳木金
吳木金，BEM[?]（1917年—2009年2月19日），洋名珍妮（Jenny），香港女工，1928年至1997年間在金鐘添馬艦海軍基地協助皇家海軍和其他英聯邦海軍船艦洗刷艦身，前後近70年。
吳木金自11歲起已跟隨母親從事洗刷軍艦艦身的工作，13歲起更成為女工頭目，帶領她的「珍妮女工班」（"Jenny's side party"）駕駛舢舨，手持長柄刷子或油漆滾筒翻整艦身。她們還會為艦上海員熨洗衣物、清理垃圾，甚至為高級軍官每天購買報紙、生果和添置鮮花。她們的所有工作均不收分文，唯一的收入來源是向海員販賣汽水和變賣所有從艦上收集得到的廢料和垃圾。
珍妮女工班歷年來服務的軍艦數以百計，好幾代曾駐守或訪問香港的皇家海軍和其他英聯邦海軍人員都對她們留下深刻印象。1980年，英廷更向吳木金頒授英帝國獎章，以作肯定。吳木金與皇家海軍的工作關係一直到1997年香港主權移交才告終結。晚年的她在香港過退休生活，2009年在香港逝世，終年92歲。

## 生平

### 早年生涯
吳木金是香港蜑家人，1917年生於銅鑼灣一艘舢舨上。她的母親育有兩名女兒，是第二代從事洗刷船艦的女工頭目，並負責協助駐港皇家海軍借用舢舨、提供沙泥和兌換貨幣，被海軍人員稱為「Jenny One」（「珍妮一號」）。吳木金從未接受過正式教育，1928年還只有11歲的時候，便與她的胞姊一樣投身母親的工作行列，在金鐘的添馬艦海軍基地洗刷船艦。吳木金跟母親一樣取「Jenny」（「珍妮」）作為她的洋名，透過日常工作學會英語，更漸為駐港皇家海軍人員認識。據她的印象，HMS巴域號（HMS Berwick）是她第一艘服務的軍艦。

### 「珍妮女工班」
傳統上，為軍艦的艦身鏟走鏽跡和重新髹油是海員的職責，他們工作時需要從岸邊搭建臨時工作臺，或是從木筏和其他小船接近艦身。這些工作要花費很長的時間，而且鏽跡和油漆很有可能掉落到海員的制服上，是一份吃力不討好的工作。在香港，這些工作卻是由女工們一手包辦，在20世紀三十至五十年代的高峰期，從事這種工作的女工多達70人，每當有駐港或訪港軍艦泊岸，她們便一隊一隊的乘坐舢舨駛近軍艦，手持長柄刷子或油漆滾筒翻整艦身，平均每天工作10小時方休。

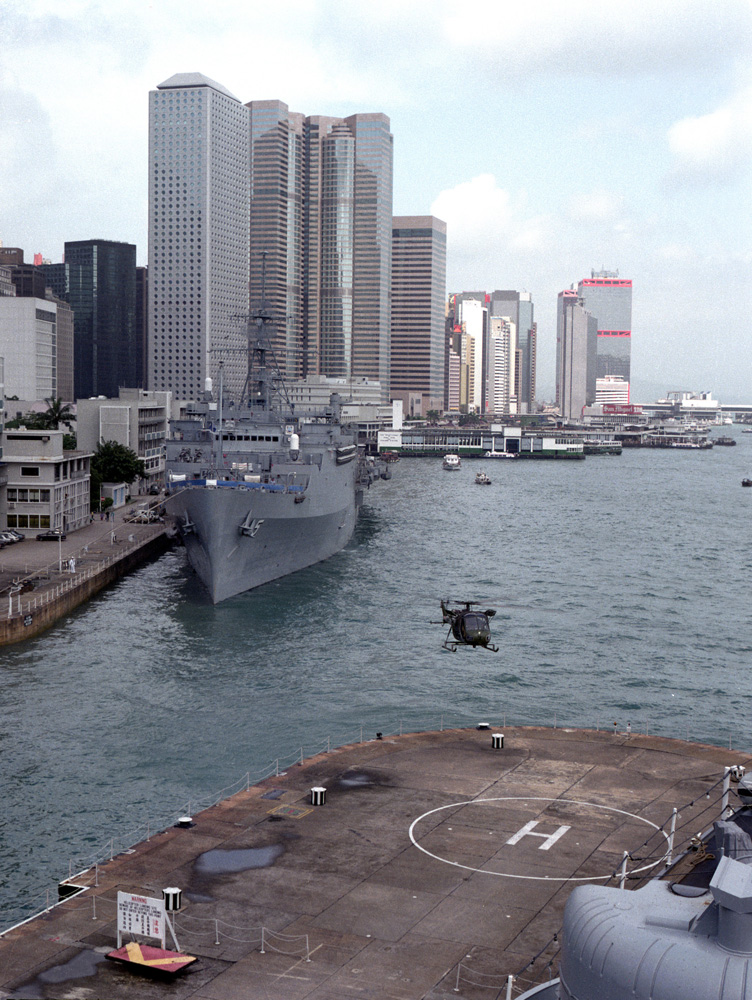
1997年前的添馬艦海軍基地

吳木金13歲的時候已經當上女工頭目，在添馬艦海軍基地帶領她的女工清洗停靠的皇家海軍和包括澳洲皇家海軍在內的其他英聯邦海軍艦隻，在駐港海軍人員社群間更有「Jenny's side party」（「珍妮女工班」）的稱號。二戰後，除她們以外，香港島北岸還有專門服務訪港美國海軍軍艦的「Mary Soo side party」（「蘇瑪麗女工班」）和服務皇家海軍本地人員艦隻的「Suzie's side party」（「蘇絲女工班」），珍妮和蘇絲兩班女工有時還會因為「爭奪」船艦而爭吵起來。
除了清洗艦身、鏟除艦身鏽跡和重新髹油，吳木金和她的女工也負責打亮艦隻的銅製部件、甚至為海員熨洗衣物、清理垃圾和提供其他艦隻管理服務。她還會特別為艦上的高級軍官每天購買報紙和生果，以及在他們於艦上的起居範圍添置鮮花。每當艦上舉行雞尾酒會，她們還會充當侍應。此外，吳木金時常協助海員投寄信件和包裹，也愛向海員贈送玉石等具代表性的小紀念品；每當有海員因病無法隨軍艦離港，她也會安排照顧他們。特別的是，珍妮女工班從來不取分文，她們唯一的收入來源，是向艦上人員販賣汽水，以及回收和變賣從艦上收集的廢棄電線、繩索、食物、以至是一般垃圾和其他零碎廢料。
在全盛時期，珍妮女工班的人數多達大約36人，她們都頭戴斗笠、身穿大襟衫和傳統膠綢褲，而且把頭髮梳起，成為當時洗艦女工的寫照。不少曾接觸吳木金的駐港和訪港海員雖然都不知道她的真實姓名，但都感覺她為人和藹可親、慷慨大方，對她笑容掛面的形象和鑲在口中的幾顆金牙留下深刻的印象。吳木金長年在添馬艦服務，使得珍妮和珍妮女工班的名字在好幾代駐港皇家海軍人員和其他訪港的英聯邦海軍人員當中幾乎無人不識，不少海員都曾與珍妮和她的女工拍照留念，並視以珍妮作上賓看待，一些與她結成好友的海員，後來更成為頂級海軍將領。
吳木金由1928年開始服務皇家海軍，直到1997年香港主權移交為止，前後近70年，接待過的軍艦數以百計。歷年來她獲不同的艦隻長官頒發嘉許信，其中一封更是由皇夫菲臘親王於1959年乘座皇家遊艇不列顛尼亞號訪港時致送的。事實上，吳木金早於1945年已認識菲臘親王，當年他只是一名海軍中尉，也還沒有結婚。雖然吳木金從不是皇家海軍編制內的人員，但她還是於1938年獲HMS多實郡號（HMS Dorsetshire）艦長頒授一枚「高仿」的長期服務及良好品行獎章，其後還於1969年和1975年分別加上一條由HMS貝里角號（HMS Berry Head）和HMS里安德號（HMS Leander）艦員致送的橫條。在1980年公佈的英女皇壽辰授勳名單當中，她更正式獲英女皇伊利沙伯二世頒授英帝國獎章（B.E.M.），並於同年10月由時任香港總督麥理浩爵士於港督府內親自授勳。英廷在頒授獎章的讚詞中讚揚「吳女士的工作水準極高，足以令她本人引以為榮。曾服役於皇家或聯邦海軍的人員均對珍妮留下深刻的印象」，對其工作予以肯定。1983年，皇家海軍又把一艘軍用渡輪命名為珍妮號。
不過，吳木金與皇家海軍密切的關係，使她在1941年至1945年間為期三年零八個月的香港日治時期過著相對艱難的生活。當時由於訪港艦隻銳減，導致她的工作和收入大不如前。此外，她還要把皇家海軍頒贈的所有嘉許信秘密收藏到自己的舢舨底艙，而那枚長期服務及良好品行獎章則藏於自己的鞋跟，以免遭日軍發現。重光後，她把歷年獲發的嘉許信妥善收納於兩大本厚厚的照相冊內，而她與海軍人員的大量合照則藏於不同的大信封內，顯得對這些紀錄十分珍視。

### 晚年生涯
踏入20世紀八十年代，隨著訪港艦隻數目減少，珍妮女工班的工作量不如往昔頻繁，可是吳木金仍舊為皇家海軍提供服務。1994年，位於添馬艦海軍基地的船塢正式關閉，以便展開填海工程；但直到1997年6月英國管治下的最後歲月，仍舊可在添馬艦見到她的身影。作為添馬艦海軍基地的靈魂人物，吳木金在20世紀八十和九十年代曾獲菲臘親王和皇儲查理斯王子接見，也曾以嘉賓身份出席於和平紀念碑舉行的重光紀念日等軍事悼念儀式。
1997年7月1日香港特別行政區成立後，吳木金隨著皇家海軍撤出香港而正式退休。晚年的她由一位她十分疼愛的姪女照顧起居生活，可是她與不少昔日的海軍朋友失去聯絡，多少感到傷感。2009年2月19日，她在香港逝世，終年92歲，包括香港《南華早報》和英國《泰晤士報》和《每日電訊報》在內的英文報章都特地撰文回顧她的生平，作為悼念。

## 個人生活
外界對吳木金的個人生活所知甚少，據報已婚的她育有兩名女兒，都在英國讀大學，其後移居美國生活。

## 榮譽

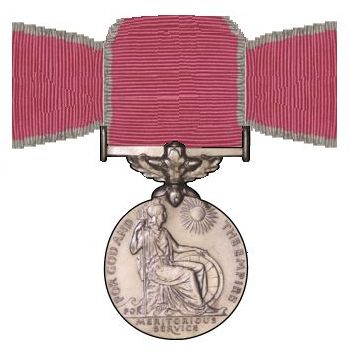
與吳木金獲勳同一款式的英帝國獎章

### 殊勳
- 以下列出榮譽全稱及縮寫：^ 
  - 長期服務及良好品行獎章 （1938年由HMS多實郡號贈送的仿製品[7]）
  - 長期服務及良好品行獎章橫條 （1969年由HMS貝里角號贈送的仿製品[10]）
  - 長期服務及良好品行獎章橫條 （1975年由HMS里安德號贈送的仿製品[3]）
  - 英帝國獎章（B.E.M.） （1980年英女皇壽辰授勳名單[11]）

### 以她命名的事物
- 珍妮號：1983年由皇家海軍命名的一艘軍用渡輪。[2]

## 外部連結
- 吳木金專訪（1997年6月9日）（页面存档备份，存于）